# Lista över vattendrag i Peru

## Vattendrag längre än 500 km
- Ucayali 1771 km
- Marañón 1414 km
- Putumayo 1380 km
- Yavarí 1 309 km
- Huallaga 1138 km
- Urubamba 862 km
- Mantaro 724 km
- Amazonfloden 713 km
- Apurímac 690 km
- Napo 667 km
- Madre de Dios 655 km
- Tacuatimanú 621 km
- Tigre 598 km
- Utcubamba 502 km

## Vattendrag kortare än 500 km
- Purus 483
- Corrientes 448 km
- Tapiche 448 km
- Inambari 437 km
- Curaray 414 km
- Morona 402 km
- Tambopata 402 km
- Pachitea 393 km
- Majes 388 km
- Aguaytía 379 km
- Pampas 379 km
- Nanay 368 km
- Pastaza 368 km
- Manú 356 km
- Tamaya 310 km
- Carabaya, Azángara 304 km
- Mayo 299 km
- Santa 294 km
- Tambo 283 km
- Vitor, Chili 278 km
- Ocoña 255 km
- Piura 252 km
- Santiago 230 km
- Ica 220 km
- Cañete 220 km
- Reque 189 km
- Acari 178 km
- Locumba 178 km
- Grande 173 km
- Chira 168 km
- Sama 168 km
- Rímac 160 km
- Huaura 156 km